# Pętla synchronizacji fazy
Pętla synchronizacji fazy, pętla sprzężenia fazowego, PLL (ang. Phase Locked Loop) – układ elektroniczny działający na zasadzie sprzężenia zwrotnego, służący do automatycznej regulacji częstotliwości.
Stosowana jest najczęściej w syntezerach częstotliwości heterodyny w odbiornikach radiowych i telewizyjnych oraz w generatorach częstotliwości wzorcowych i powielaczach częstotliwości. Ponadto może być stosowana do generacji sygnału referencyjnego przy demodulacji sygnałów FM i AM.
Układy PLL są znane od dawna, jednak praktyczne ich zastosowanie stało się możliwe dopiero po rozpowszechnieniu techniki monolitycznych układów scalonych. Układy PLL początkowo były stosowane jedynie do synchronizowania przebiegu generatora z przebiegiem wejściowym. Jednak z czasem zakres ich zastosowań rozszerzył się. Okazało się, że układy PLL mogą być używane nie tylko do synchronizacji, ale również do przemiany częstotliwości, tj. w układach modulacji i demodulacji AM, FM i PM, w syntezerach częstotliwości, w powielaczach i dzielnikach częstotliwości, w dekoderach sygnały stereofonicznego, w urządzeniach cyfrowych i innych. Parametry układów przemiany częstotliwości z pętlą PLL są na ogół korzystniejsze niż parametry układów konwencjonalnych.
Najprostszy układ PLL składa się z:
- generatora sygnału referencyjnego, najczęściej rezonatora kwarcowego (piezoelektrycznego),
- detektora fazy,
- filtru dolnoprzepustowego,
- generatora przestrajanego napięciem - VCO,
- pętli sprzężenia zwrotnego, w której występuje dzielnik częstotliwości.

Sygnał wysokiej częstotliwości generowany przez VCO jest sygnałem na wyjściu całego urządzenia. Jednocześnie podawany jest do pętli sprzężenia zwrotnego, w której zwykle następuje dzielenie jego częstotliwości tak, aby była równa częstotliwości sygnału referencyjnego. Dzięki temu różnica faz obu sygnałów - uzyskana w detektorze fazy - po przejściu przez filtr steruje generatorem VCO, korygując jego częstotliwość.